# Blaxland
Blaxland är en ort i Australien. Den ligger i kommunen Blue Mountains och delstaten New South Wales, i den sydöstra delen av landet, omkring 58 kilometer väster om delstatshuvudstaden Sydney. Antalet invånare är 6 953.
Närmaste större samhälle är Glenmore Park, nära Blaxland.
I omgivningarna runt Blaxland växer huvudsakligen savannskog. Runt Blaxland är det tätbefolkat, med 397 invånare per kvadratkilometer. Genomsnittlig årsnederbörd är 1 267 millimeter. Den regnigaste månaden är februari, med i genomsnitt 216 mm nederbörd, och den torraste är juli, med 25 mm nederbörd.